# Верхняя Варзенка
Верхняя Варзенка — река в России, протекает в Кологривском районе Костромской области. Устье реки находится в 276 км по правому берегу реки Унжа. Длина реки составляет 11 км.
Исток Верхней Варзенки расположен в лесах в 8 км к западу от посёлка Ужуга. Река течёт на юго-восток, протекает деревни Спирино и Бурдово. Впадает в Унжу выше деревни Варзенга.

## Данные водного реестра
По данным государственного водного реестра России относится к Верхневолжскому бассейновому округу, водохозяйственный участок реки — Унжа от истока и до устья, речной подбассейн реки — Бассей притоков Волги ниже Рыбинского водохранилища до впадения Оки. Речной бассейн реки — (Верхняя) Волга до Куйбышевского водохранилища (без бассейна Оки).
Код объекта в государственном водном реестре — 08010300312110000015396.